# Vláda Iona Chica
Vláda Iona Chica byla moldavská vláda vedená Ionem Chicuem. Vznikla 14. listopadu 2019 dva dny poté, co byla v hlasování o nedůvěře svržena vláda vedená Maiou Sanduovou. S podporou něco málo přes 60 % poslanců moldavského parlamentu byl Chicu schválen jako náhradní premiér. Vláda byla rozpuštěna 6. srpna 2021 a po něm nastoupila vláda Natalie Gavrilitsaové.

## Složení
| Úřad                                                            | Ministr | Ministr                | Strana | Strana    | Nástup do úřadu    | Konec v úřadu     |
| --------------------------------------------------------------- | ------- | ---------------------- | ------ | --------- | ------------------ | ----------------- |
| Předseda vlády                                                  |         | Ion Chicu              |        | nestraník | 14. listopadu 2019 | 31. prosince 2020 |
| Předseda vlády                                                  |         | Aureliu Ciocoi         |        | nestraník | 31. prosince 2020  | 6. srpna 2021     |
| Místopředsedové vlády                                           |         |                        |        |           |                    |                   |
| Místopředseda vlády                                             |         | Sergiu Pușcuța         |        | nestraník | 14. listopadu 2019 | 31. prosince 2020 |
| Místopředseda vlády pro reintegraci                             |         | Alexandru Flenchea     |        | nestraník | 14. listopadu 2019 | 16. března 2020   |
| Místopředseda vlády pro reintegraci                             |         | Cristina Lesnicová     |        | nestraník | 16. března 2020    | 9. listopadu 2020 |
| Místopředseda vlády pro reintegraci                             |         | Olga Cebotariová       |        | nestraník | 9. listopadu 2020  | 6. srpna 2021     |
| Ministři                                                        |         |                        |        |           |                    |                   |
| Ministr hospodářského rozvoje a digitalizace                    |         | Anatol Usatîi          |        | nestraník | 14. listopadu 2019 | 16. března 2020   |
| Ministr hospodářského rozvoje a digitalizace                    |         | Sergiu Răilean         |        | PDM       | 16. března 2020    | 9. listopadu 2020 |
| Ministr hospodářského rozvoje a digitalizace                    |         | Anatol Usatîi          |        | nestraník | 9. listopadu 2020  | 31. prosince 2020 |
| Ministr zahraničních věcí a evropské integrace                  |         | Aureliu Ciocoi         |        | nestraník | 14. listopadu 2019 | 16. března 2020   |
| Ministr zahraničních věcí a evropské integrace                  |         | Oleg Țulea             |        | PDM       | 16. března 2020    | 9. listopadu 2020 |
| Ministr zahraničních věcí a evropské integrace                  |         | Aureliu Ciocoi         |        | nestraník | 9. listopadu 2020  | 6. srpna 2021     |
| Ministr vnitra                                                  |         | Pavel Voicu            |        | PSRM      | 14. listopadu 2019 | 6. srpna 2021     |
| Ministr obrany                                                  |         | Victor Gaiciuc         |        | nestraník | 14. listopadu 2019 | 16. března 2020   |
| Ministr obrany                                                  |         | Alexandru Pînzari      |        | PDM       | 16. března 2020    | 9. listopadu 2020 |
| Ministr obrany                                                  |         | Victor Gaiciuc         |        | nestraník | 9. listopadu 2020  | 6. srpna 2021     |
| Ministr spravedlnosti                                           |         | Fadei Nagacevschi      |        | PSRM      | 14. listopadu 2019 | 6. srpna 2021     |
| Ministr financí                                                 |         | Sergiu Pușcuța         |        | nestraník | 14. listopadu 2019 | 31. prosince 2020 |
| Ministr zemědělství, regionálního rozvoje a životního prostředí |         | Ion Perju              |        | nestraník | 14. listopadu 2019 | 6. srpna 2021     |
| Ministr školství, kultury a výzkumu                             |         | Corneliu Popovici      |        | nestraník | 14. listopadu 2019 | 16. března 2020   |
| Ministr školství, kultury a výzkumu                             |         | Igor Șarov             |        | PDM       | 16. března 2020    | 9. listopadu 2020 |
| Ministr školství, kultury a výzkumu                             |         | Lilia Pogolșová        |        | nestraník | 9. listopadu 2020  | 6. srpna 2021     |
| Ministr zdravotnictví, práce a sociální ochrany                 |         | Viorica Dumbrăveanuová |        | nestraník | 14. listopadu 2019 | 31. prosince 2020 |
| Člen z úřední moci                                              |         |                        |        |           |                    |                   |
| Guvernérka (Baškan) autonomní oblasti Gagauzie                  |         | Irina Vlahová          |        | nestraník | 14. listopadu 2019 | 6. srpna 2021     |

Guvernér Gagauzie (Baškan) je volen ve všeobecných, rovných, přímých, tajných a svobodných volbách na čtyřleté funkční období. Jedna a tatáž osoba může být guvernérem nejvýše dvě po sobě jdoucí funkční období. Gagauzský guvernér je potvrzen jako člen moldavské vlády dekretem moldavského prezidenta.